# Александр I Балас
Александр I Балас (? —145 до н. е.) — цар Сирії у 150—145 до н. е., самозванець.

## Життєпис
Про дати народження нічого не відомо. також відсутні відомості щодо батьків Баласа. Народився він у Смірні. У 152 році до н. е. за намовлянням Євмена II, царя Пергаму, оголосив себе сином Антіоха IV (використовуючи свою схожість з цим царем). Його визнали та підтримали Рим, Пергам, Каппадокія, Єгипет. Ці держави були занепокоєні відновленням потуги Сирії за володарювання Деметрія I.
Бойові дії з Деметрієм I тривали протягом 152–150 років до н. е. У 151 році Птолемей VI видав за Баласа свою доньку. У 150 році до н. е. його супротивник загинув неподалік від Антіохії, й Александр стає новим царем.
У своїй політиці він, з одного боку, спирався на військо Єгипту, а з іншого відмовився від планів своїх попердників щодо відновлення кордонів держави. В результаті влада Сирії була практично знищена у Малій Азії, значні землі захопила Парфія, виокремилася Елімаїда. Згодом Балас виявив занепокоєння щодо надмірного посилення Птолемея VI, тому спробував того вбити. Провал цієї змови призвів до вторгнення до Сирії єгипетської армії, тепер Птолемей VI підтримав Деметрія, сина Деметрія I.
В результаті Александр I вимушений був тікати з Антіохії. Вирішальна битва відбулася при Ойнапарасі, в якій Балас зазнав нищівної поразки й втік до набатеїв. Він намагався тут отримати підтримку, але його було схоплено й страчено.

## Родина
Дружина — Клеопатра Теа
Діти:
- Антіох